# Liste du patrimoine immobilier classé de Léglise
Cette page regroupe l'ensemble du patrimoine immobilier classé de la commune belge de Léglise.
| Objet | Année de construction / Architecte | Adresse | Section communale | Coordonnées                      | Numéro d’inventaire | Illustration              |
| --- | ---------------------------------- | ------- | ----------------- | -------------------------------- | ------------------- | ------------------------- |
| Ensemble formé par l'église Saints-Pierre-et-Paul, le cimetière et la butte dite Haut de la Cour                                                                                              |                                    |         | Mellier           | 49° 46′ 06″ nord, 5° 31′ 00″ est | 84033-CLT-0001-01   | Image manquanteTéléverser |
| Forge haute de Mellier : pont-barrage, toutes les constructions anciennes, fours à chaux et ruines des anciennes forges (M) et ensemble formé par ces forges et les terrains environnants (S) |                                    |         | Mellier           | 49° 45′ 09″ nord, 5° 31′ 22″ est | 84033-CLT-0003-01   | Image manquanteTéléverser |
| Vallée de la Géronne |                                    |         | Witry             | 49° 52′ 32″ nord, 5° 35′ 25″ est | 84033-CLT-0004-01   | Image manquanteTéléverser |
| Forge haute de Mellier : l'ensemble formé par les anciennes forges et les terrains environnants                                                                                               |                                    |         | Mellier           | 49° 45′ 40″ nord, 5° 31′ 16″ est | 84033-PEX-0001-01   | Image manquanteTéléverser |